# Московский бульвар (Таллин)

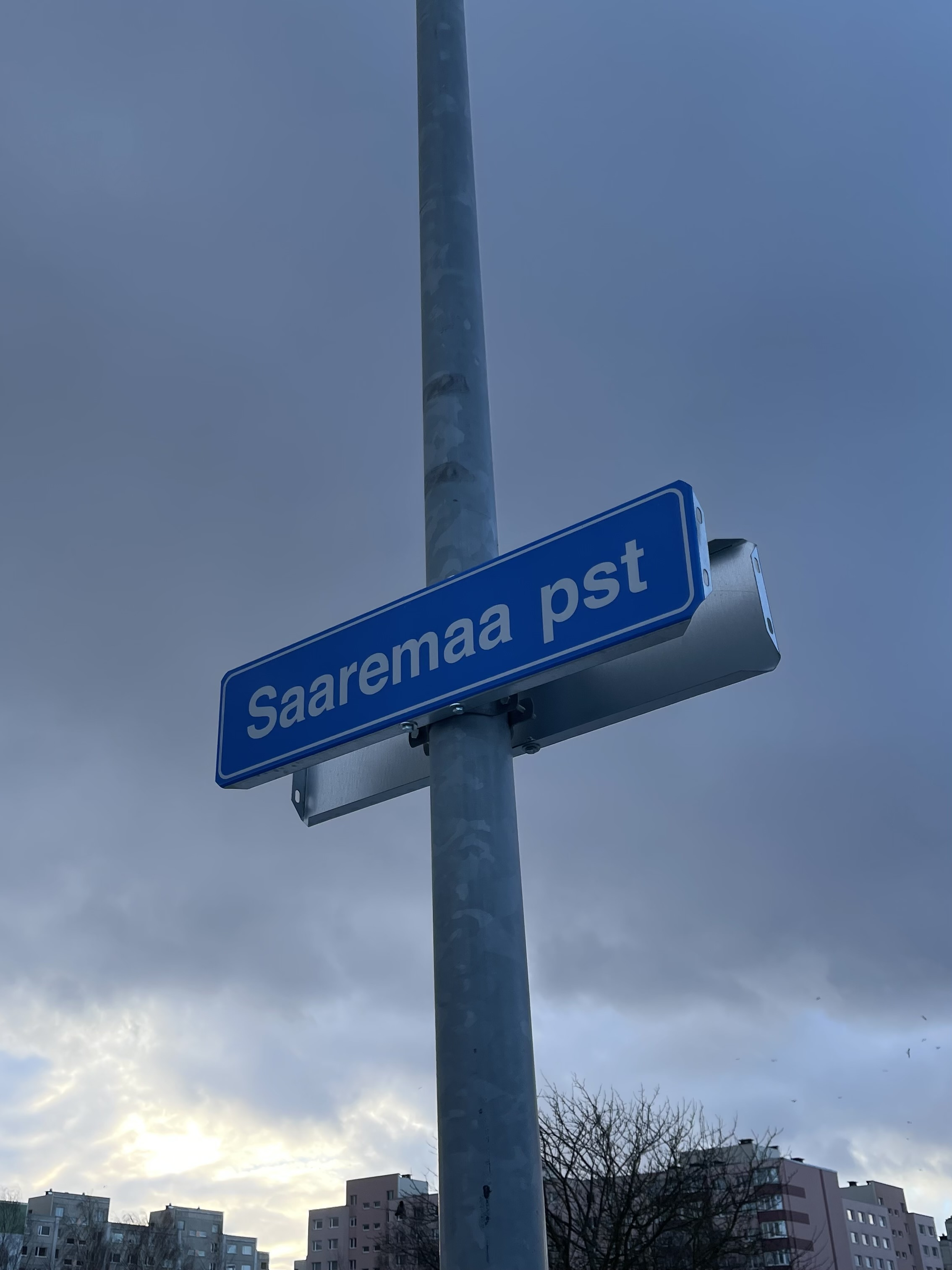
Уличный знак на бывшем Московском бульваре (с октября 2024 – часть Сааремааского бульвара) в декабре 2024 года.

Бульва́р Москва́ (эст. Moskva puiestee), также Моско́вский бульва́р — бывшая пешеходная улица в Таллине, столице Эстонии. С 15 октября 2024 года, по решению властей города, была упразднена и включена в состав бульвара Сааремаа. 

## География
Проходит в микрорайоне Мустакиви городского района Ласнамяэ. Начинается от улицы Кивила, заканчивается у парка Тондилоо (Кивила), где переходила в Сааремааский бульвар (бульвар Сааремаа), протяжённость которого равна 945 метрам, и частью которого она стала.
Протяжённость Московского бульвара составляла 262 метра.

## История
Улица получила своё название 10 апреля 1981 года, после того, как в Таллине была проведена Парусная регата Московской Олимпиады 1980 года. Рядом с улицей расположена зелёная зона. В Строительном регистре Эстонии домов по Московскому бульвару не числилось.

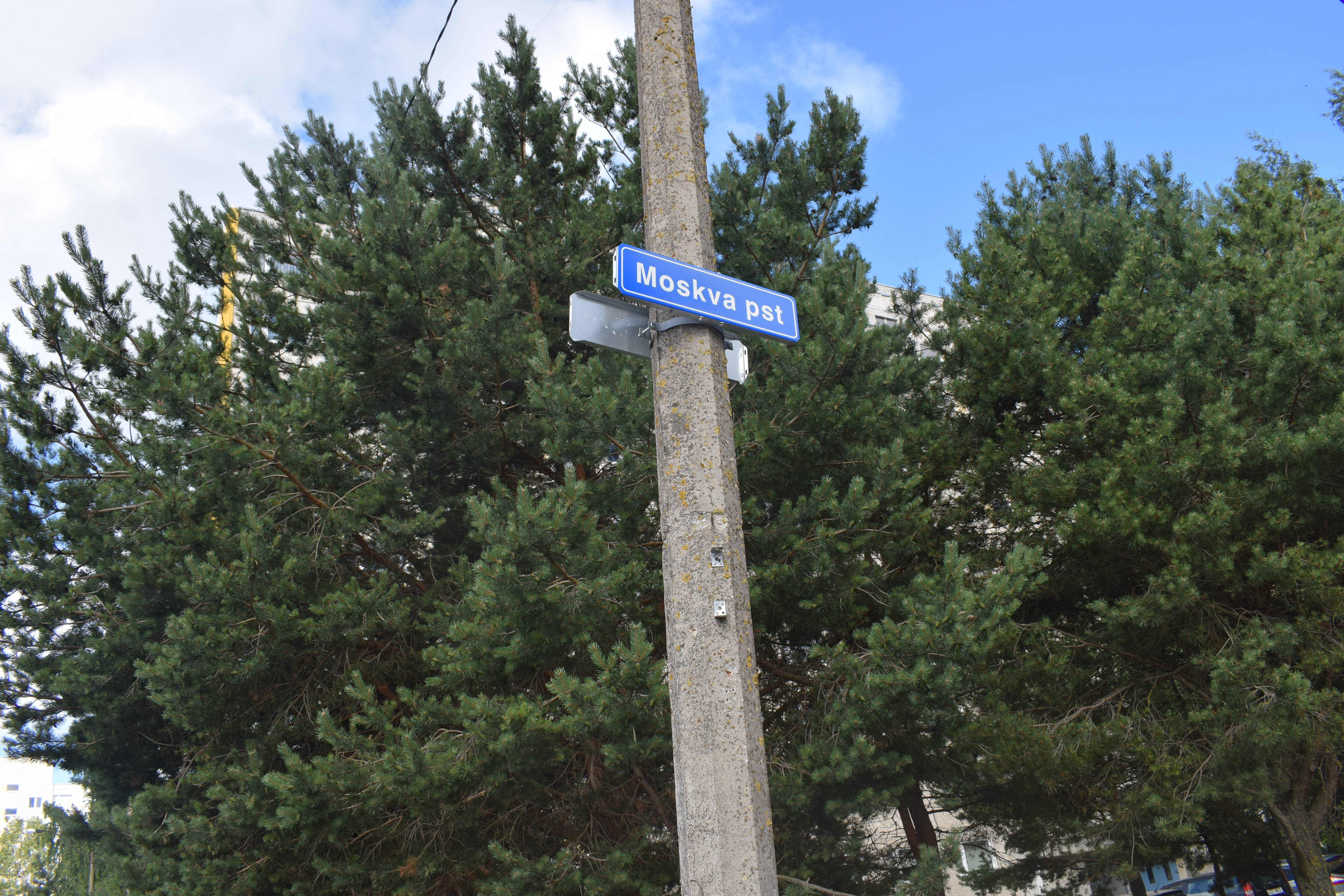
Указатель на Московском бульваре, 2017 год

В 2021 году в Ласнамяэ был проведён капитальный ремонт дорог с бюджетом в 2,6 миллиона евро, в ходе которого было отремонтировано более 20 улиц, в том числе Московский и Сааремааский бульвары.
Из-за вторжения России на Украину в марте 2022 года внепарламентская партия «Зелёные Эстонии» обратилась к городской управе Таллина с предложением переименовать Московский бульвар в Киевский. «Зелёные» также предложили окружающую Московский бульвар со стороны улицы Кивила зелёную зону назвать Украинским парком и покрасить парковые скамейки в этом районе в цвета флага Украины. В ответ на это мэр Таллина Михаил Кылварт заявил: «У нас есть традиция называть городские объекты в честь городов, так или иначе связанных с Таллином. Это города-побратимы или партнёры Таллина. Но у нас нет традиции переименовывать уже существующие названия».
В 2024 году, после смены городской власти, Рийна Солман, заместитель председателя партии «Отечество», глава таллинского округа партии, заявила, что переименовать Московский бульвар, «построенный оккупантами», крайне важно и сделано это будет в интересах «изменения мышления жителей Ласнамяэ».
15 октября 2024 года бульвар был переименован. По словам вице-мэра Таллина Мадле Липпус, этот участок необоснованно носил имя столицы страны-агрессора, чья цель — уничтожение независимости Украины. «Переименование бульвара является примером того, как мы в общественном городском пространстве выражаем поддержку свободному и демократическому обществу», — отметила Липпус. «В качестве следующего шага коалиция планирует переименовать Центр русской культуры. Также предстоит решить вопрос с рядом других оккупационных символов в городском пространстве», — сказала Рийна Солман.